# Thomas E. Scanlon
Thomas Edward Scanlon (* 18. September 1896 in Pittsburgh, Pennsylvania; † 9. August 1955 ebenda) war ein US-amerikanischer Politiker. Zwischen 1941 und 1945 vertrat er den Bundesstaat Pennsylvania im US-Repräsentantenhaus.

## Werdegang
Thomas Scanlon besuchte die öffentlichen Schulen seiner Heimat, die Forbes School und die Duquesne University, ebenfalls in Pittsburgh. Zwischen 1914 und 1936 arbeitete er im Pressegeschäft für die Zeitungen in Pittsburgh. Zwischen September 1918 und Mai 1919 diente er während der Endphase des Ersten Weltkrieges in der US Army. Von 1920 bis 1940 war er auch Delegierter bei der Gewerkschaft Pittsburgh Central Labor Union. Zwischen 1936 und 1941 war er Mitglied eines Steuerausschusses im Allegheny County.
Politisch war Scanlon Mitglied der Demokratischen Partei. Bei den Kongresswahlen des Jahres 1940 wurde er im 30. Wahlbezirk von Pennsylvania in das US-Repräsentantenhaus in Washington, D.C. gewählt, wo er am 3. Januar 1941 die Nachfolge des Republikaners Robert J. Corbett antrat. Nach einer Wiederwahl im 16. Distrikt seines Staates konnte er bis zum 3. Januar 1945 zwei Legislaturperioden im Kongress absolvieren. Diese waren von den Ereignissen des Zweiten Weltkrieges geprägt.
Im Jahr 1944 wurde Scanlon nicht wiedergewählt. Er starb am 9. August 1955 in seiner Heimatstadt Pittsburgh.